# Georg Nigrin
Georg Nigrin (bekannt auch als Jiří Černý oder latinisiert als Georgius Nigrinus, * um 1540 in Prag (unsicher); † 1606 ebenda) war ein böhmischer Drucker und Verleger, speziell auch ein Musiknotendrucker und -verleger der Renaissance. Geburtsort und -datum des Druckers sind nicht genau bekannt.

## Leben und Werk
Georg Nigrin ist ab 1571 als Drucker in Prag nachweisbar, wo er von 1571 bis zu seinem Tode eine eigene Druckerei führte. Laut Jan Jireček stammte Georg Nigrin aus Prag. Er soll in der Werkstatt von Jan Kozel dem Älteren eine Ausbildung als Geselle absolviert haben. Dann wurde Georg Nigrin zum Erben des Druckereibesitzers Jan Jičínský († 1570) bestimmt, für den er nachweislich im Jahr 1570 tätig war. Wie es in solchen Situationen üblich war, nahm er zwischen 1572 und 1573 Magdalena, die Witwe von Jičínský, zur Frau und wurde Vormund für deren minderjähriges Kind. Später heiratete er Alžběta Melcarová von Braitenberg. Durch beide Ehen gelang es Nigrin, Unternehmen aus einer doppelten Erbschaft zu vereinen. Aus der zweiten Ehe gingen zwei Söhne hervor.
Als frühe Werke Georg Nigrin gelten die Hochzeitsgedichtsammlung Epithalamium honesto … d. Georgio Rosino … srciptum ab aliquot amicis (Prag 1571) und Ein grausam und schrecklich Gesicht (Prag 1571). 1576 arbeitete er kurzzeitig mit Jiří Jakub Dačický zusammen. In den Jahren 1578–1579 arbeitete er mehrmals mit Michael Peterle dem Älteren zusammen. Während Peterles Mitwirkung druckte er beispielsweise Christliche Predigten mit kurzen Predigten zu allen Evangelien, verfasst in lateinischer Sprache von Friedrich Nausea (Prag 1578).
Georg Nigrin wurde 1590 mit dem Prädikat „de Nigroponte“ in den Adelsstand erhoben. Ab 1596 war er Verwalter des Kirchenfonds bei St. Jakob in Prag.
Die Söhne Georg Nigrins überlebten ihren Vater nicht. Nikodem starb 1593 und Tobias Felix 1598. Als Georg Nigrin 1606 starb, ging die Druckerei an die Witwe Alžběta (geb. Melcarová, gest. 1615) über. 1609 heiratete Alžběta den verwitweten Drucker Jonata Bohutský aus Hranic. Nach 1620 lieferte Bohutský als Drucker keine weiteren Druckarbeiten mehr. Über das weitere Schicksal der Druckerei ist nichts bekannt.
Georg Nigrin entwickelte das 1571 übernommene Unternehmen im handwerklichen, künstlerischen und kommerziellen Bereich schließlich zu einem führenden Zentrum des böhmischen Buchdruckes. Zu den Kunden des Unternehmens gehörten tschechische Humanisten, Universitätsprofessoren sowie ausländische Diplomaten und Künstler, die im Dienste Rudolfs II. standen. Die für Nigrin tätigen Setzer beherrschten nicht nur den tschechischen, lateinischen und deutschen Satz, sondern arbeiteten auch mit italienischen, griechischen, hebräischen und spanischen Texten, wenn auch hier nicht immer mit perfekten Ergebnissen. Die Druckerei war eine der ersten in Böhmen, die den Kupferstich mit dem Druck kombinieren konnte.
Als Musikdrucker trat Nigrin durch Arbeiten für Carl Luython und andere Komponisten der Prager Hofkapelle sowie durch Drucke für Flecha, Knöffel und Jacobus de Kerle hervor. Besondere Bedeutung unter den böhmischen Musikdruckern erlangte Nigrin durch die Ausgabe der Werke von Jacobus Gallus. Die Typografie der Musikdrucke, die größtenteils im Querformat vorliegen, orientiert sich an der handwerklichen Tradition Ulrich Neubers († 1571) und seiner Nürnberger Nachfolger. Sie geht wie diese über den zeitgenössischen europäischen Standard deutlich hinaus. Nach Nigrins Tod erschienen in dem Druckereibetrieb, den seine Witwe bis 1615 weiterführte, keine Musikdrucke mehr.